# San Fernando, Masbate

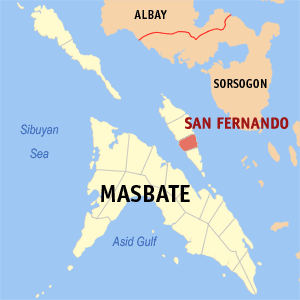
Bản đồ Masbate với vị trí của San Fernando

San Fernando là một đô thị ở tỉnh Masbate, Philippines. Theo điều tra dân số năm 2015 của Philipin, đô thị này có dân số 23.057 người trong. Đô thị này nằm dọc theo bờ biển của đảo Ticao. Dân ở đây sống bằng nghề ngư nghiệp, nông nghiệp.

## Các đơn vị hành chính
San Fernando được chia ra 26 barangay.
| - Altavista - Resurrection - Buenasuerte - Buenavista - Buenos Aires - Buyo - Cañelas - Corbada - Daplian - Del Rosario - Ipil - Lahong - Lumbia | - Magkaipit - Minio - Pinamoghaan - Baybaydagat (Khu vực 1) - Silangan (Khu vực 2) - Magsasaka (Khu vực 3) - Bayanihan (Khu vực 4) - Progreso - Salvacion - Sowa - Talisay - Valparaiso |